# Poligono Sur
Il Poligono Sur è un quartiere periferico a sud della città di Siviglia che copre un'area totale di 145 ha. Fu progettato nel 1963 e inserito nel PGOU (Plan General de Ordenación Urbana) per ospitare case popolari per i senzatetto della città. Le prime 1000 abitazioni da 3.500 inquilini, riunite nella “Barriada De la Paz” furono consegnate sul finire degli anni sessanta.
Per le famiglie povere del centro di Siviglia, nei primi anni '70, si costruirono la “Barriada de Nuestra Senora de la Oliva” e “Las Letanias”, altri blocchi di case popolari rispettivamente da 6 000 e 4 000 inquilini ciascuno. Poi nel 1976 fu la volta della “Barriada Murillo”, oltre 3000 unità abitative ribattezzate “las Tres Mil Viviendas” (comunemente dette “la Tres Mil”) per accogliere più di diecimila persone e nel 1979 si aggiunsero la Barriada Antonio Machado e quella Martinez Montanes che insieme ne avrebbero potute ospitare più di ottomila.
Oggi il Poligono Sur è un ghetto di povertà e disoccupazione. I gitani rappresentano il 25% dei residenti, i lavoratori precari l'82% della popolazione attiva del quartiere, gli analfabeti totali o funzionali il 64% e il tasso di disoccupazione tocca il 40%.
La popolazione del quartiere secondo il Boletín Demográfico de la Ciudad de Sevilla del 2003 è di 32.480 con una densità di 23.200 ab./km² così ripartiti:
- Paz y Amistad: 3.589 abitanti (11,05%)
- Barriada Antonio Machado: 2.941 abitanti (9,05%)
- Las Letanías: 4.236 abitanti (13,04%)
- La Oliva: 6.224 abitanti (19,16%)
- Martínez Montañés: 5.060 abitanti (15,58%)
- Murillo: 10.430 abitanti (32,11%)

Il Poligono Sur salì alla ribalta delle cronache nel 2004 quando al Festival di Berlino fu presentato in concorso il film-documentario Poligono Sur. El Arte de las Tres Mil di Dominique Abel che ripercorre la vocazione musicale degli abitanti del Poligono in quanto nel quartiere si conta la più alta concentrazione in Andalusia di artisti noti e meno noti del flamenco.